# Franco González
Franco González Blázquez (El Hornillo, 1942-San Roque, 2012), conocido como Fran González, fue un político español de Izquierda Unida.

## Biografía
Nació en El Hornillo, provincia de Ávila, en 1942.
Militante del PASOC, su carrera política tuvo lugar en su mayor parte en la Comunidad de Madrid. Fue diputado del Congreso del grupo de IU en la V Legislatura, entre 1993 y 1995, por la circunscripción de Madrid. Ha sido concejal del Madrid desde 1991 hasta 1999, y diputado de la Asamblea de Madrid desde 1999 hasta 2003.
En 2011 dejó la Comunidad de Madrid para ser el candidato de Izquierda Unida a la alcaldía de San Roque (Cádiz). La lista de IU recibió 573 votos, pero no consiguió ningún acta de concejal puesto que su candidatura no alcanzó el listón electoral del 5% de los sufragios válidos.
Falleció el 14 de diciembre de 2012 en su domicilio de San Roque. Pese a no conseguir el acta de concejal, continuó ejerciendo como líder local de IU hasta el día de su muerte.